# Friedrichshagener Kreis
De Friedrichshagener Kreis was een kring van voornamelijk naturalistische dichters, die sinds 1888 bij de dichters Wilhelm Bölsche en Bruno Wille in het Berlijnse Friedrichshagen aan de Müggelsee bijeenkwamen. Tegenwoordig ligt Friedrichshagen in het stadsdeel Treptow-Köpenick.
De dichters en intellectuelen die tot de Friedrichshagener Kreis behoorden, waren vooruitstrevend en vitalistisch en idealiseerden het leven van de bohemien. Veel leden hadden belangstelling voor de theorieën van Sigmund Freud en toonden sympathie voor het anarchisme. De grote stad, waar de meeste leden thuis waren, werd gecontrasteerd door het stille plattelandsleven in Friedrichshagen, dat aan Berlijn grensde. Men besprak er de ontwikkelingen uit de literatuur, wetenschap en politiek. Vanuit deze belangstelling voor sociale onderwerpen, beschouwde de Friedrichshagener Kreis zich niet alleen als een discussieclub maar ook als een sociale beweging. Wilhelm Bölsche gaf het blad Freie Bühne uit, dat het lijfblad van de Kreis werd.
De activiteiten van de Kreis hadden tot gevolg dat zich meerdere intellectuelen in Friedrichshagen vast vestigden. De voorman van de Kreis Bölsche was vanaf 1893 echter steeds meer afwezig. Met het vertrek van Wilhelm Bölsche was het einde van de Kreis nabij. De broers Julius en Heinrich Hart vestigden zich daarop aan de Schlachtensee en stichtten de Neue Gemeinschaft, waarmee de Friedrichshagener Kreis in andere vorm zou moeten worden voortgezet. De meeste leden ging echter hun eigen weg en verspreidden zich over heel Duitsland.

## Leden
| - Wilhelm Bölsche - Max Baginski - Max Dauthendey - Richard Dehmel - Curt Grottewitz - Max Halbe - Knut Hamsun - Ola Hansson | - Julius Hart - Heinrich Hart - Gerhart Hauptmann - Peter Hille - Felix Holländer - Hugo Höppener, bijgenaamd Fidus - Dagny Juel | - Gustav Landauer - Else Lasker-Schüler - John Henry Mackay - Laura Marholm - Erich Mühsam - Max Nettlau - Wilhelm von Polenz | - Wilhelm Spohr - Lou Andreas-Salomé - voor korte tijd: August Strindberg - Bertha von Suttner - Frank Wedekind - Bruno Wille |